# Lu Sidao
Lu Sidao (盧思道 / 卢思道,  Lú Sīdào; 531–582) war ein chinesischer Literat der Zeit der Sui-Dynastie während der  Südlichen und Nördlichen Dynastien in China. Er war eine der führenden literarischen Figuren der späten Nördlichen Dynastien.
Er stammte aus der Fanyang-Kommandantur (范陽郡), heute ein Teil des modernen Peking.
Seine Werke sind unter dem Titel Lu Wuyang ji 卢武阳集 vereint. Das Hanyu da zidian zieht für das Werk die Ausgabe im Han Wei Liuchao baisan mingjia ji (Gesammelte Werke von 103 berühmten Schriftstellern der Han-, Wei- und Sechs Dynastien) heran. In den Dynastiegeschichten Suishu 隋書 (juan 57) und Beishi 北史 wird über Lu Sidao berichtet.